# Đorđe Vujadinović

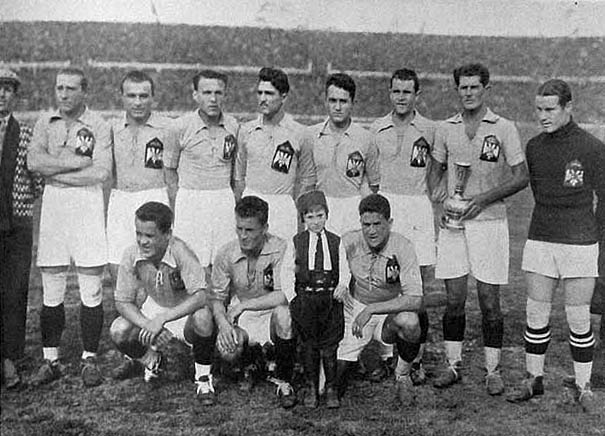
Het Joegoslavisch nationaal voetbalelftal, met staand, vierde van links Đorđe Vujadinović

Đorđe (Đokica) Vujadinović (Servisch: Ђорђе Вујадиновић) (Smederevo, 29 november 1909 – Belgrado, 5 oktober 1990) was een Servische internationale voetballer en manager.

## Carrière
Vujadinović werd geboren in Kolari, een voorstad van Smederevo, maar verhuisde al op jonge leeftijd naar Belgrado om bij zijn oom te gaan wonen. Tijdens het voetballen met zijn vrienden op een zandveld in het Kalemegdan-park in het centrum van de stad werd hij opgemerkt door een "oudere, serieuze man met hoed" die hem en twee andere jongens uitnodigde om bij OFK, de grootste club uit die periode, hun kunnen te komen tonen. Hij werd goed bevonden en sloot zich aan bij het jeugdelftal, waarin een geweldige generatie spelers speelde, waarbij Tirnanić, Valjarević, Krčevinac, Zloković en hij de voorste linie vormden die in de jaren dertig met hun aanvallende spel veel kampioenschappen zou winnen. De periode van eind jaren twintig was er een van grote expansie in het Joegoslavische koninkrijk en voetbal begon enorm populair te worden. In die tijd werd het voetbal geprofessionaliseerd en begonnen spelers geld te verdienen, maar Vujadinović weigerde en zei dat zijn verdiensten als bankmedewerker genoeg voor hem waren en dat hij alleen maar voor zijn plezier voetbalde. Tot 1940 speelde hij ongeveer 400 wedstrijden voor de club en was hij vijf keer landskampioen en twee keer topscorer van de competitie.
Vujadinović was de enige OFK-speler die alle vijf nationale titels won.

## Nationaal elftal
Voor de Tweede Wereldoorlog was het Joegoslavische elftal ondenkbaar zonder hem. Tussen 1929 en 1940 speelde hij 44 interlands en speelde hij niet meer vanwege zijn taken als bankmedewerker. Hij was een van de belangrijkste spelers van het Joegoslavisch voetbalelftal in de FIFA World Cup 1930 en maakte in totaal 18 doelpunten voor het nationaal elftal.

### Internationale doelpunten
Interlanddoelpunten voor Joegoslavië
| Nr. | Datum             | Stadion                                          | Tegenstander | Score | Resultaat | Competitie          |
| --- | ----------------- | ------------------------------------------------ | ------------ | ----- | --------- | ------------------- |
| 1.  | 26 januari 1930   | Apostolos Nikolaidis Stadium, Athens, Greece     | Griekenland  | 1–0   | 1–2       | 1929–31 Balkan Cup  |
| 2.  | 13 april 1930     | BSK Beograd Stadium, Belgrade, Yugoslavia        | Bulgarije    | 1–0   | 6–1       | Vriendschappelijk   |
| 3.  | 13 april 1930     | BSK Beograd Stadium, Belgrade, Yugoslavia        | Bulgarije    | 5–1   | 6–1       | Vriendschappelijk   |
| 4.  | 17 juli 1930      | Estadio Gran Parque Central, Montevideo, Uruguay | Bolivia      | 4–0   | 4–0       | 1930 FIFA World Cup |
| 5.  | 27 juli 1930      | Estadio Centenario, Montevideo, Uruguay          | Uruguay      | 1–0   | 1–6       | 1930 FIFA World Cup |
| 6.  | 24 april 1932     | Estadio Buenavista, Oviedo, Spain                | Spanje       | 1–2   | 1–2       | Vriendschappelijk   |
| 7.  | 3 mei 1932        | Estádio do Campo Grande, Lisbon, Portugal        | Portugal     | 1–1   | 2–3       | Vriendschappelijk   |
| 8.  | 3 mei 1932        | Estádio do Campo Grande, Lisbon, Portugal        | Portugal     | 2–3   | 2–3       | Vriendschappelijk   |
| 9.  | 26 juni 1932      | BSK Beograd Stadium, Belgrade, Yugoslavia        | Griekenland  | 5–1   | 7–1       | 1932 Balkan Cup     |
| 10. | 3 juli 1932       | BSK Beograd Stadium, Belgrade, Yugoslavia        | Roemenië     | 3–1   | 3–1       | 1932 Balkan Cup     |
| 11. | 10 september 1933 | Polish Army Stadium, Warsaw, Poland              | Polen        | 1–1   | 3–4       | Vriendschappelijk   |
| 12. | 10 september 1933 | Polish Army Stadium, Warsaw, Poland              | Polen        | 2–1   | 3–4       | Vriendschappelijk   |
| 13. | 16 december 1934  | Parc des Princes, Paris, France                  | Frankrijk    | 2–1   | 2–3       | Vriendschappelijk   |
| 14. | 20 juni 1935      | Yunak Stadium, Sofia, Bulgaria                   | Griekenland  | 3–1   | 6–1       | 1935 Balkan Cup     |
| 15. | 24 juni 1935      | Yunak Stadium, Sofia, Bulgaria                   | Bulgarije    | 2–1   | 3–3       | 1935 Balkan Cup     |
| 16. | 24 juni 1935      | Yunak Stadium, Sofia, Bulgaria                   | Bulgarije    | 3–3   | 3–3       | 1935 Balkan Cup     |
| 17. | 10 mei 1935       | ONEF Stadium, Bucharest, Romania                 | Roemenië     | 1–1   | 2–3       | 1935 King Carol Cup |
| 18. | 6 september 1937  | BSK Beograd Stadium, Belgrade, Yugoslavia        | Roemenië     | 1–1   | 2–1       | Vriendschappelijk   |

## Managerscarrière
Na zijn terugkeer uit gevangenschap, aan het einde van de Tweede Wereldoorlog, beëindigde Vujadinović zijn spelerscarrière en wijdde hij zich aan het werken met jongere generaties. Hij begon met het coachen van de jeugdelftallen van FK Partizan en laatstgenoemde OFK Beograd, waar hij in 1960-1961 ook het seniorenelftal leidde. Hij was ook de manager van het Joegoslavisch voetbalelftal onder 21 en Altay SK. Op het hoogtepunt van zijn managerscarrière verzocht hij Miljan Miljanić (de laatste voorzitter van de Joegoslavische voetbalbond, met wie hij al eerder had gewerkt) hem te vervangen als trainer van die club.

## Onderscheidingen

### Club
- OFK Beograd
  - 5 keer Joegoslavische First League-kampioen: 1930-1931, 1932-1933, 1934-1935, 1935-1936 en 1938-1939
  - 2 keer Joegoslavische First League-topscorer: 1929 (met 10 doelpunten in 8 wedstrijden) en 1930-1931 (met 12 doelpunten in 10 wedstrijden)

### Nationaal elftal
- Joegoslavië
  - Halvefinalist op het WK 1930

## Trivia
- Vujadinović had als bijnaam "leteći fudbaler", in het Nederlands vertaald "de vliegende voetballer". Deze bijnaam had hij gekregen omdat hij de laatste jaren dat hij bij OFK speelde ook bij de nationale bank van Joegoslavië werkte en vanuit Belgrado het vliegtuig nam wanneer de club uit speelde.[4]

## Externe bronnen
- Profiel op de website van de Servische Federatie
- Đorđe Vujadinović op National Football Teams